# Carl Oscar Malm

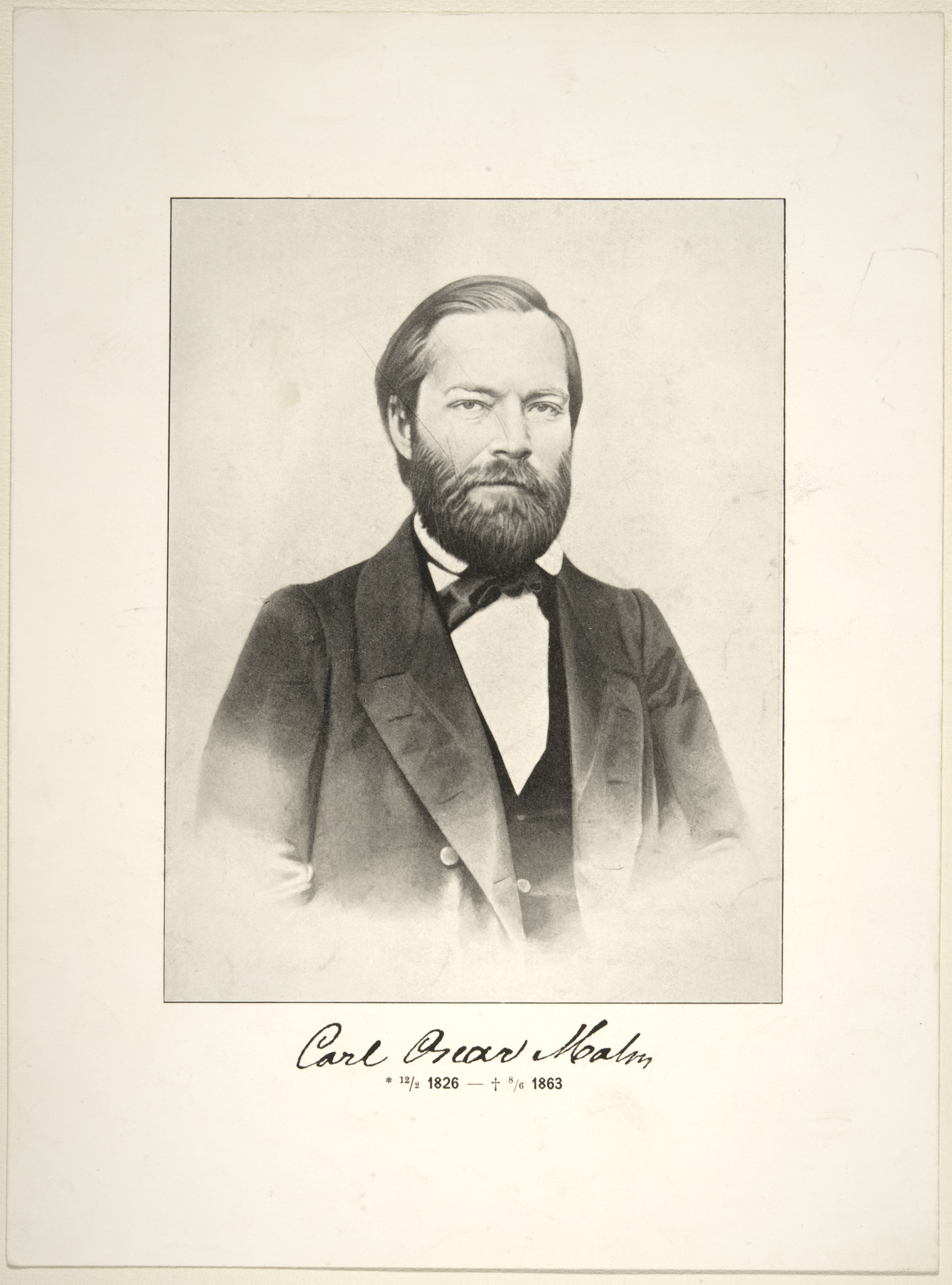
Carl Oscar Malm.

Carl Oscar Malm, född 12 februari 1826 i Eura, död 8 juni 1863 i Åbo, var Finlands förste dövskollärare.
Malm, som var döv från födseln, sändes år 1834 av sina föräldrar till Manillaskolan i Stockholm. Han studerade där med framgång och blev 1843 utsedd till biträdande lärare vid skolan. Två år senare återvände Malm till hemlandet med goda betyg och öppnade 1846 i Borgå en privat skola för döva.
Skolan fick så småningom inflytelserika gynnare, bland andra Johan Ludvig Runeberg och Carl Henrik Alopaeus, som tog initiativ till en penninginsamling till förmån för den. Efter tio års verksamhet fick skolan statsunderstöd och 1859 övertogs den av staten. Skolan flyttade till Åbo, varvid Malm fortsatte som lärare medan Carl Henrik Alopaeus, sedermera biskop i Borgå, blev föreståndare för skolan. 
Malm avled till följd av lunginflammation 1863. En byst föreställande Malm (utförd av Juho Talvia) restes 1926 på den tomt där dövskolan verkat i Borgå.